# Wonder Why
Wonder Why ist ein Song, der von Nikolaus Brodszky (Musik) und Sammy Cahn (Text) geschrieben und 1951 veröffentlicht wurde.
Brodszky und Cahn schrieben Wonder Why für den Film Hübsch, jung und verliebt (Rich, Young and Pretty 1951, Regie: Norman Taurog). Im Film wurde der Song von Vic Damone, Jane Powell und The Four Freshmen gesungen. Das Lied war 1952 in der Kategorie „Bester Song“ für den Oscar nominiert.
Die ersten Zeilen des Liedes lauten:
Wonder why I’m not myself of late
I’m feeling strangely great, I wonder why
I suppose some changes could explain
Why I walk in the rain, just let him try.
Ich frage mich, warum ich in letzter Zeit nicht ich selbst bin
Ich fühle mich seltsam großartig und frage mich, warum
Ich glaube, einige Veränderungen lassen sich erklären
Warum ich im Regen laufe, lass es mich einfach versuchen.
Vic Damones Plattenaufnahme des Songs, die bei Mercury Records erschien, erreichte im September 1951 #21 der US-Hitparaden. Wonder Why wurde in den 1950er-Jahren von zahlreichen Musikern gecovert, u. a. von Billy Eckstine, Tex Beneke, Milt Jackson, Maynard Ferguson, der Dizzy Gillespie Big Band, Tyree Glenn, Sam Donahue, Tal Farlow, Melba Liston, Shelly Manne und Red Garland, in Europa auch von Sonya Hedenbratt. Tom Lord listet 85 Coverversionen des Titels. In späteren Jahren wurde Wonder Why u. a. auch von Alan Broadbent, Cedar Walton und Bill Evans (The Secret Sessions) eingespielt.